# Liste islamischer Kunstzentren
Diese Liste islamischer Kunstzentren enthält wichtige Zentren islamischer Kunst, von denen für längere Zeit bedeutende Impulse in andere Teile der islamischen Welt ausgegangen sind. Sie zeichnen sich dadurch aus, dass in großem Maßstab Kunstwerke in diesen Städten hergestellt wurden oder durch Werkstätten am Herrscherhof und deren Hofkünstler prägender Einfluss auf größere Regionen oder auf einen historischen Abschnitt der Kunstentwicklung ausgingen. Der Architekturdekor wichtiger Bauten in der gegenwärtigen Stadt oder in ihrer Geschichte gehört zur islamischen Kunst und zeigt für eine Epoche der islamischen Kunst typische Merkmale. Die besondere Bedeutung des städtischen Zentrums, seiner Kunstproduktion und seiner Ausstrahlung muss in der Forschung belegt sein.

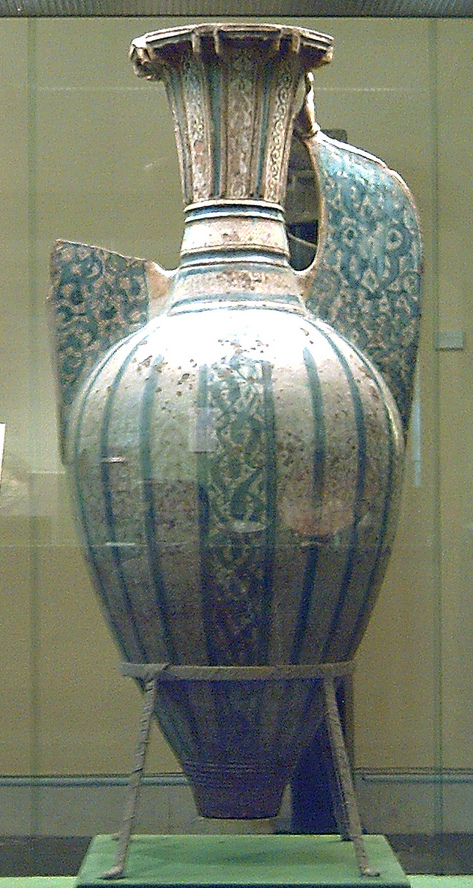
Sog. Alhambra-Vase, Málaga, nasridisch, 14./15. Jh.

## Maghreb(incl.al-Andalus)
- Córdoba, z. B. Elfenbeinschnitzerei, Metallware
- Fès, z. B. Textilkunst, Keramik, Metallware, Buchkunst
- Granada, z. B. Keramik, Buchkunst
- Kairouan, z. B.  Metallware,  Keramik, Textilkunst, Teppiche, Buchkunst
- Málaga, z. B. Keramik
- Marrakesch, z. B. Textilkunst, Keramik, Teppiche, Buchkunst
- Murcia, z. B.  Teppiche
- Palermo, z. B. Textilkunst, Buchkunst
- Rabat, z. B.  Teppiche
- Toledo, z. B. Metallware
- Tunis, z. B. Textilkunst, Teppiche, Buchkunst
- Sevilla, z. B. Keramik

## MaschrekundArabische Halbinsel
- Alexandria, z. B. Textilkunst
- Aleppo, z. B. Textilkunst

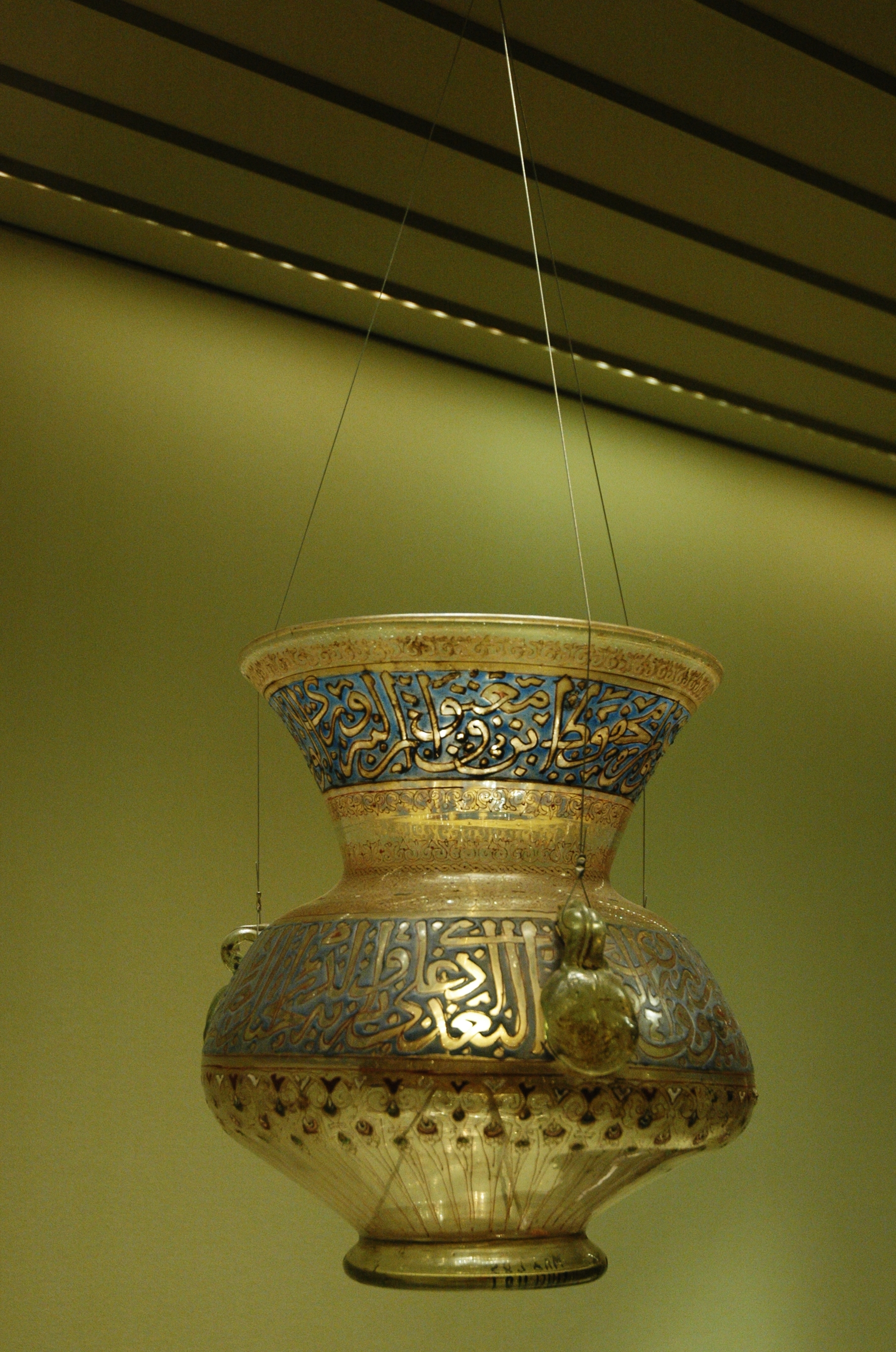
Moscheelampe, Ägypten oder Syrien, mamlukisch, 14. Jh.

- Bagdad, z. B. Textilkunst, Buchkunst, Metallware, Keramik
- Basra, z. B. Keramik
- Damaskus, z. B. Textilkunst, Buchkunst, Metallware, Glaskunst
- Kairo bzw. al-Fustat, z. B. Keramik, Textilkunst, Buchkunst, Metallware, Teppiche, Glaskunst, Elfenbeinschnitzerei
- Mosul, z. B. Metallware, Textilkunst, Buchkunst
- Raqqa, z. B. Keramik, Glaskunst
- Samarra, z. B. Keramik, Glaskunst
- Sana'a, z. B. Textilkunst, Metallware
- Tinnis (und einige andere Städte des Nildeltas), Textilkunst

## Kleinasien
- Amasya, z. B. Buchkunst

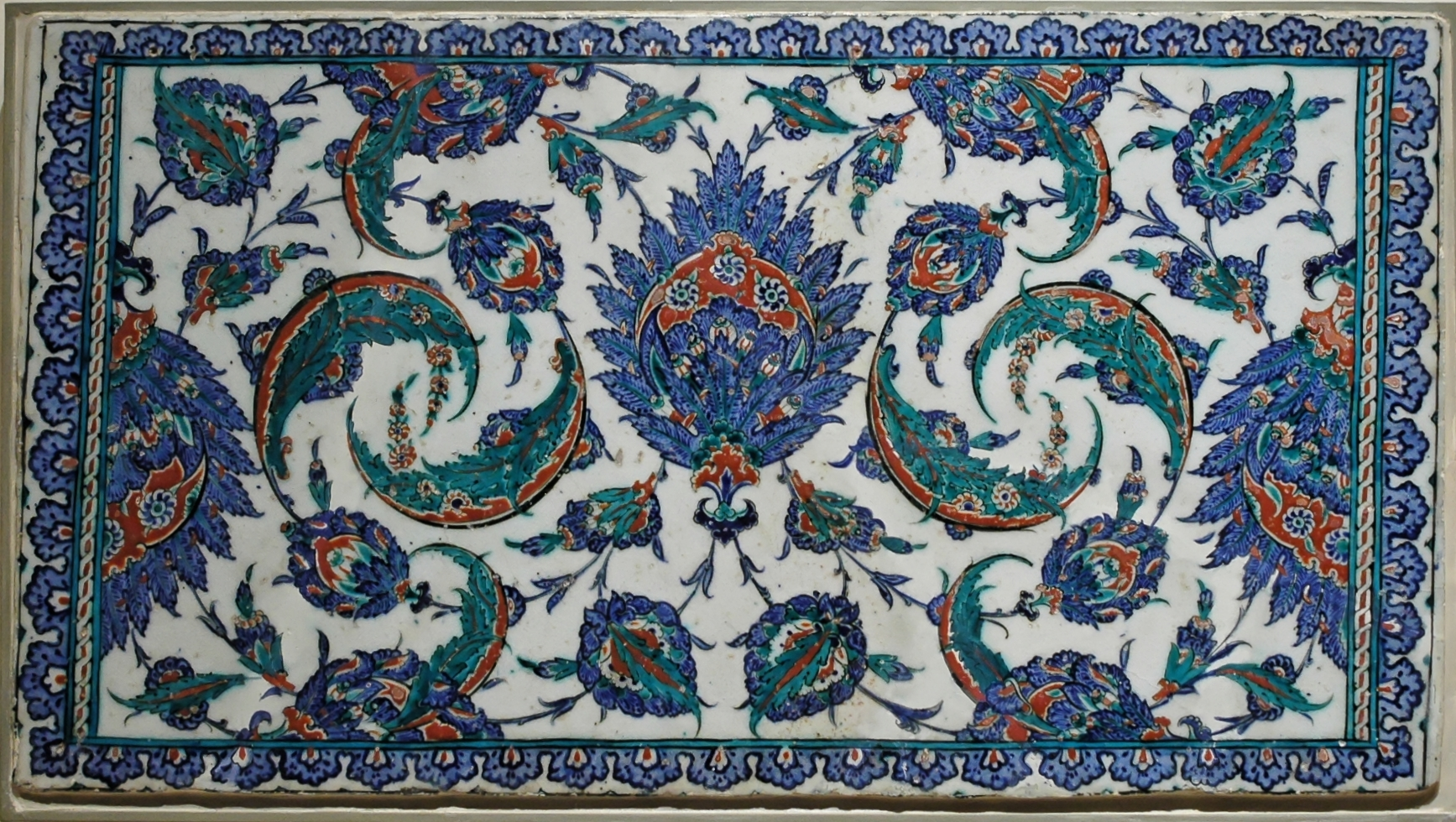
Fliesenfeld, İznik, osmanisch,
16. Jh.

- Bursa, z. B. Textilkunst, Teppiche
- Diyarbakır, z. B. Keramik
- Istanbul, z. B. Keramik, Textilkunst, Teppiche, Buchkunst, Metallware, Jadekunst
- İznik, z. B. Keramik
- Kayseri, z. B. Keramik
- Konya, z. B. Keramik, Textilkunst, Buchkunst
- Kütahya, z. B. Keramik

## IranundZentralasien

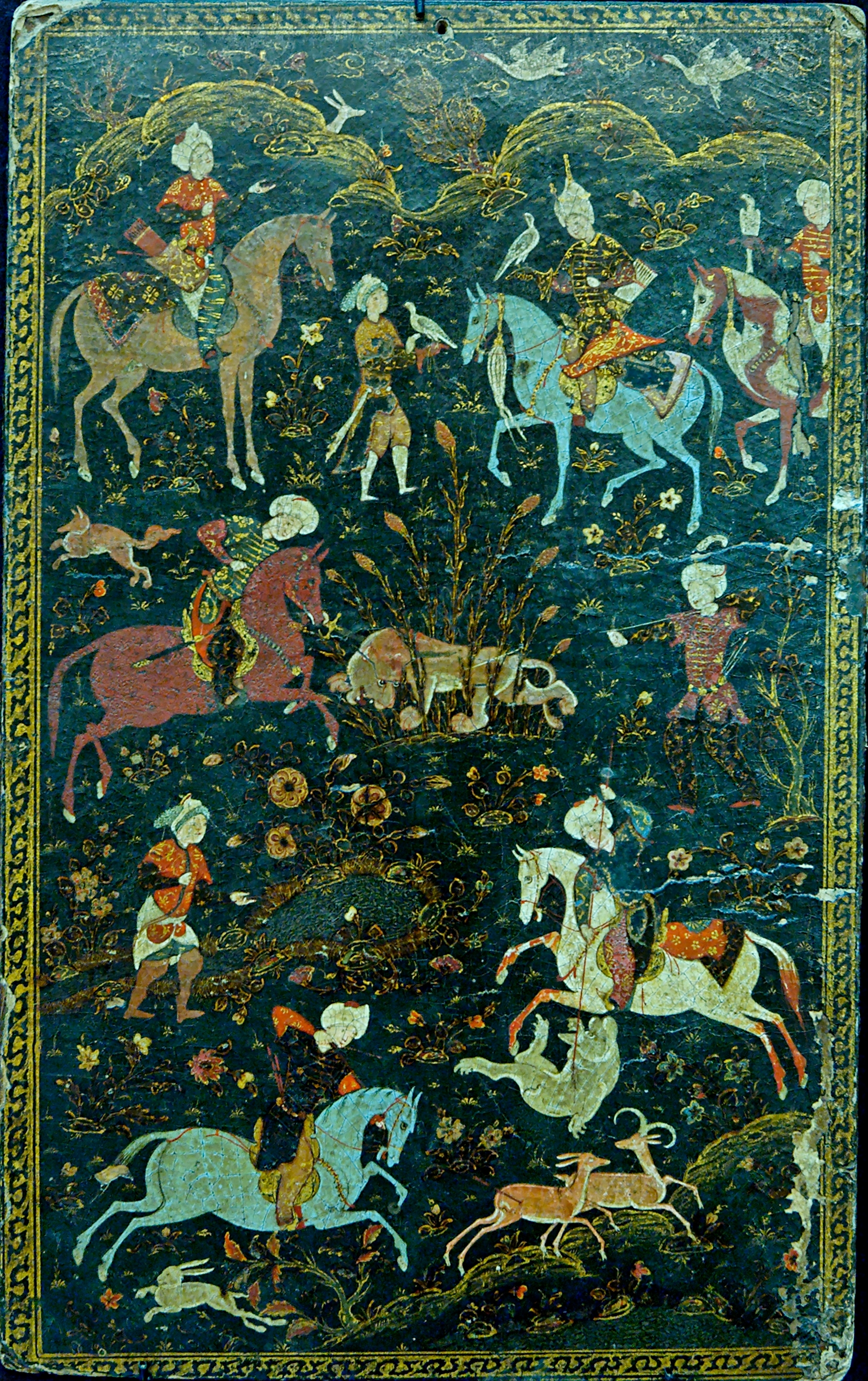
Einband, Iran, safawidisch,
16. Jh.

- Balch, z. B. Textilkunst, Buchkunst
- Buchara, z. B. Textilkunst, Buchkunst, Teppiche, Metallware
- Ghazni, z. B. Keramik, Wandmalerei,
- Gurgandsch, z. B. Textilkunst
- Herat, z. B. Textilkunst, Buchkunst, Teppiche, Metallware
- Isfahan, z. B. Keramik, Textilkunst, Buchkunst, Teppiche
- Kaschan, z. B. Keramik, Textilkunst, Buchkunst, Teppiche
- Kerman, z. B. Textilkunst, Teppiche
- Maschhad, z. B. Teppiche, Keramik
- Merw, z. B. Metallware, Keramik
- Nischapur, z. B. Keramik, Glaskunst
- Rey, z. B. Keramik
- Samarkand, z. B. Textilkunst, Buchkunst, Teppiche, Metallware, Jadekunst
- Schiras, z. B. Buchkunst, Metallware, Keramik
- Täbris, z. B. Keramik, Teppiche, Buchkunst
- Yasd, z. B. Textilkunst, Buchkunst, Teppiche

## Indischer Subkontinent

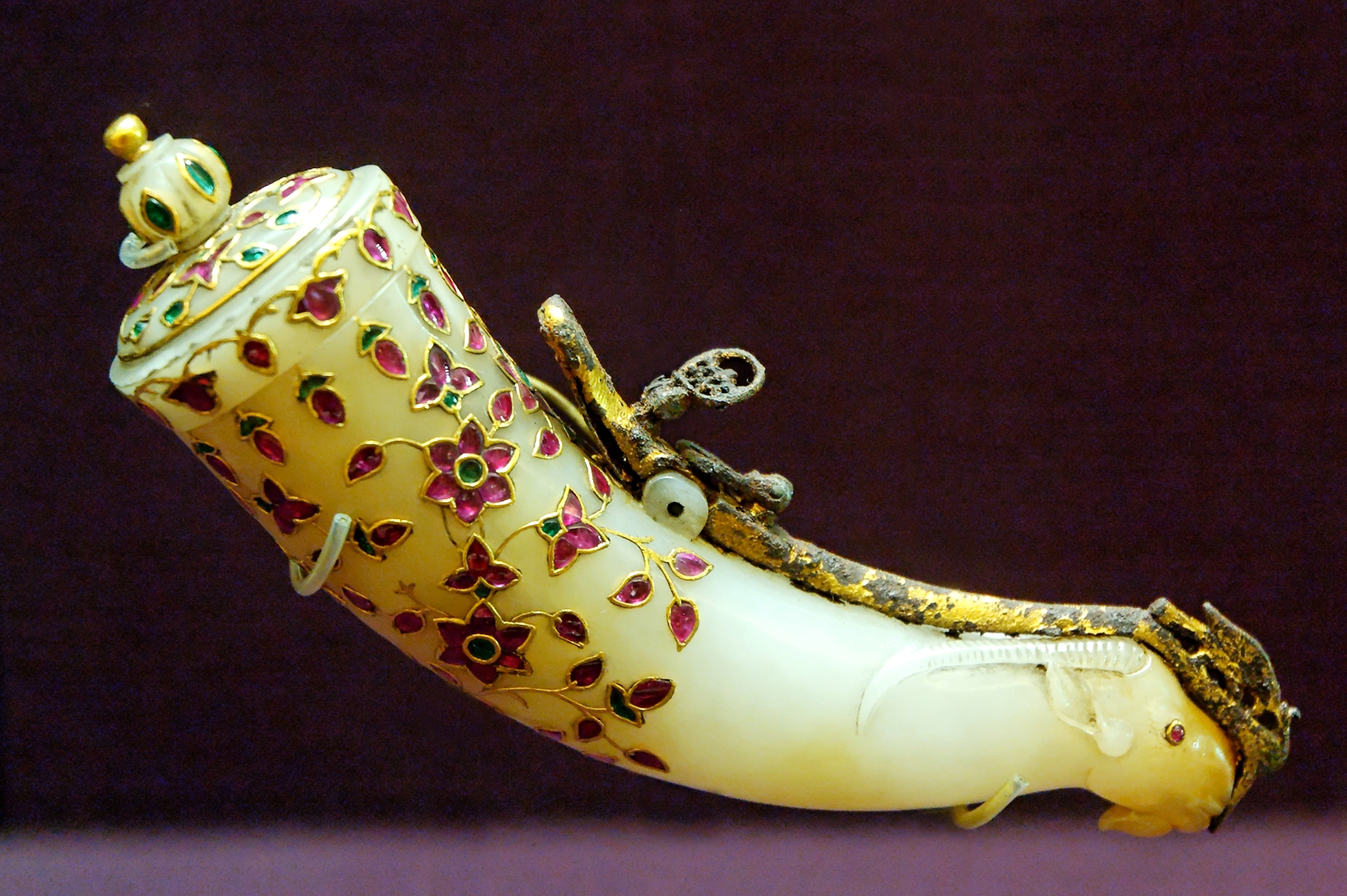
Schwarzpulver-Jadehorn, Indien, mogulisch, 17. Jh.

- Agra, z. B. Textilkunst, Teppiche, Buchkunst
- Delhi, z. B. Textilkunst, Teppiche, Buchkunst, Metallware
- Jaipur, z. B. Textilkunst, Teppiche
- Kaschmir, z. B. Metallware, Textilkunst, Teppiche
- Lahore, z. B. Textilkunst, Teppiche, Buchkunst
- Multan, z. B. Keramik